# Zsámboky Pál
Zsámboky Pál Lajos Gyula (született: Schambach Pál) (Kaposvár, Somogy vármegye, 1893. május 13. – New York, USA, 1952. július 20.) érseki helytartói titkár, Budapest-Csillaghegyi plébános, IV. Károly magyar király udvari papja, Habsburg Ottó nevelője.

## Élete
Édesapja a polgári származású Zsámboki Gyula (1860-1919), a kaposvári állami főgimnáziumi tanár, édesanyja a nemesi származású selmeczi Pöschl Evelin (1860-1927) volt. Apai nagyszülei, Schambach János (1815-1889), kassai kereskedő, és Köffer Franciska (1823-1906) voltak. 1904-ben, Schambach Gyula, a Schambach vezetéknevét a Zsámboky-ra változtatta, és így a fia is (többször "Zsámboki" Pálra elírva). Nagyanyja, férje halála után, majd a Köffer vezetéknevét a Herbkayra változtatta meg.
A teológiai tanulmányait az innsbrucki egyetemen végezte. 1916. július 15.-én szentelték pappá, és hittanoktató lett Komáromban. 1917-ben Budapesten lett hittanoktató és majd Rákócziánum kollégiumában felügyelő volt. 1919. április 20-án a Tanácsköztársaság alatt letartoztatták. Később, IV. Károly magyar király udvari papja lett, és egyben Habsburg Ottó nevelője. Az uralkodó távozásakor a királyi családot elkísérte, értékes emlékiratai maradtak meg, ahol beszámolt az uralkodó utolsó napjairól. Magyarországra visszatért, és 1923-ban püspöki káplán, majd Budapesten az angolkisasszonyok gimnáziumában hittanár lett. 1928-ban Csillaghegyen káplán, később 1935-ben a plébanosa. A csillaghegyi templomot nagy buzgalommal építtette, valamint fiú- és leány polgári iskolát is alapított. 1937-ben betegállományba lépett és 1938-ban Amerikában telepedett le. 1952-ben hunyt el New Yorkban.

## Emlékezete
- A Csillaghegyi Polgári Kör 2002-ben emlékkeresztet állított az ő tiszteletére. A keresztavatáson dr. Habsburg Ottó feleségével együtt jelen volt az elhunyt nevelőjének tiszteletére.
- Róla nevezték el a III. kerületi Lehel utca és Attila utca sarkán lévő teret: Zsámboki Pál tér.[9]